# Coupe d'Angleterre de football 1974-1975
Navigation
Coupe d'Angleterre 1973-1974 Coupe d'Angleterre 1975-1976
La Coupe d'Angleterre de football 1974-1975 est la 94e édition de la Coupe d'Angleterre de football. 
West Ham remporte sa deuxième Coupe d'Angleterre de football au détriment de Fulham sur le score de 2-0 au cours d'une finale jouée dans l'enceinte du stade de Wembley à Londres.

## Quarts de finale
| 8 mars 1975 | Ipswich Town | 0 – 0 | Leeds United | Portman Road, Ipswich                       |
|             |              |       |              | Spectateurs : 38 010 Arbitrage : E. Wallace |

| 8 mars 1975 | Carlisle United | 0 – 1 | Fulham  | Brunton Park, Carlisle                       |                                              |
|             |                 |       | Barrett | Spectateurs : 21 570 Arbitrage : Gordon Hill | Spectateurs : 21 570 Arbitrage : Gordon Hill |

| 8 mars 1975 | Arsenal | 0 – 2 | West Ham | Highbury, Londres                            |                                              |
|             |         |       | Taylor   | Spectateurs : 56 742 Arbitrage : K. H. Burns | Spectateurs : 56 742 Arbitrage : K. H. Burns |

| 8 mars 1975 | Birmingham City | 1 – 0 | Middlesbrough | St Andrew's, Birmingham                    |                                            |
|             | Hatton          |       |               | Spectateurs : 47 260 Arbitrage : G. C. Kew | Spectateurs : 47 260 Arbitrage : G. C. Kew |

### Match rejoué
| 11 mars 1975 | Leeds United | 1 – 1 | Ipswich Town | Elland Road, Leeds                          |                                             |
|              | McKenzie 90e |       | Johnson 17e  | Spectateurs : 50 074 Arbitrage : E. Wallace | Spectateurs : 50 074 Arbitrage : E. Wallace |

### Match rejoué 2
| 25 mars 1975 | Ipswich Town | 0 – 0 | Leeds United | Filbert Street, Leicester                    |
|              |              |       |              | Spectateurs : 35 195 Arbitrage : Jack Taylor |

### Match rejoué 3
| 27 mars 1975 | Leeds United   | 2 – 3 | Ipswich Town               | Filbert Street, Leicester                    |                                              |
|              | Clarke · Giles |       | Hamilton · Whymark · Woods | Spectateurs : 19 570 Arbitrage : Jack Taylor | Spectateurs : 19 570 Arbitrage : Jack Taylor |

## Demi-finales
| 5 avril 1975 | Fulham       | 1 – 1 | Birmingham City | Hillsborough, Sheffield                         |                                                 |
|              | Mitchell 50e |       | Gallagher       | Spectateurs : 54 166 Arbitrage : Bob Matthewson | Spectateurs : 54 166 Arbitrage : Bob Matthewson |

| 5 avril 1975 | West Ham | 0 – 0 | Ipswich Town | Villa Park, Birmingham                        |
|              |          |       |              | Spectateurs : 58 000 Arbitrage : Clive Thomas |

### Matchs rejoué
| 9 avril 1975 | Birmingham City | 0 – 1 (a.p.) | Fulham        | Maine Road, Manchester                  |                                         |
|              |                 |              | Mitchell 120e | Spectateurs : 35 205 Arbitrage : W. Gow | Spectateurs : 35 205 Arbitrage : W. Gow |

| 9 avril 1975 | Ipswich Town      | 1 – 2 | West Ham | Stamford Bridge, Birmingham                   |                                               |
|              | Jennings (c.s.c.) |       | Taylor   | Spectateurs : 45 344 Arbitrage : Clive Thomas | Spectateurs : 45 344 Arbitrage : Clive Thomas |

## Finale
| Titulaires : |  |
| |  |
| 1 Mervyn Day 2 John McDowell 3 Frank Lampard 4 Billy Bonds (c) 5 Tommy Taylor 6 Kevin Lock 7 Billy Jennings 8 Graham Paddon 9 Alan Taylor 10 Trevor Brooking 11 Pat Holland |  |
| Remplaçants : |  |
| 12 Bobby Gould |  |
| Entraîneur : |  |
| John Lyall |  |

| Titulaires : |  |
| |  |
| 1 Peter Mellor 2 John Cutbush 3 John Fraser 4 Alan Mullery (c) 5 John Lacy 6 Bobby Moore 7 John Mitchell 8 Jim Conway 9 Viv Busby 10 Alan Slough 11 Les Barrett |  |
| Remplaçants : |  |
| 12 Barry Lloyd |  |
| Entraîneur : |  |
| Alec Stock |  |

| Titulaires : |  |
| |  |
| 1 Mervyn Day 2 John McDowell 3 Frank Lampard 4 Billy Bonds (c) 5 Tommy Taylor 6 Kevin Lock 7 Billy Jennings 8 Graham Paddon 9 Alan Taylor 10 Trevor Brooking 11 Pat Holland |  |
| Remplaçants : |  |
| 12 Bobby Gould |  |
| Entraîneur : |  |
| John Lyall |  |

| Titulaires : |  |
| |  |
| 1 Peter Mellor 2 John Cutbush 3 John Fraser 4 Alan Mullery (c) 5 John Lacy 6 Bobby Moore 7 John Mitchell 8 Jim Conway 9 Viv Busby 10 Alan Slough 11 Les Barrett |  |
| Remplaçants : |  |
| 12 Barry Lloyd |  |
| Entraîneur : |  |
| Alec Stock |  |

| West Ham | Fulham |